# Johann Peter Kellner
Pour les articles homonymes, voir Kellner.
Johann Peter Kellner, né à Gräfenroda le 28 septembre 1705 et mort dans la même ville le 19 avril 1772, est un compositeur allemand. Il est le père du compositeur Johann Christoph Kellner (1736–1803).

## Biographie
Il est le fils de Peter Kellner, un marchand de noir de fumée et de son épouse, Margaretha née Wuckel. Il étudie en 1732 et 1733 la composition auprès de Hieronymus Florentinus Quehl (de), alors cantor de la principale église de Suhl, l'église Sainte-Marie. Il est lui-même, de 1733 à sa mort, cantor de l'église Saint-Laurent de Gräfenroda. Vers la fin de sa vie, il écrivait dans son autobiographie :
La tête, les pieds et les mains sont libérés
De ce que le travail arrive à sa fin.

## Œuvres
Des recherches récentes avancent l'hypothèse selon laquelle Kellner pourrait bien être le véritable compositeur de la Toccata et fugue en ré mineur BWV 565 attribuée généralement à Johann Sebastian Bach. Voir cet autre article pour plus de détails.
De la même façon, une hypothèse concernant celle en B-A-C-H se fait jour selon laquelle il s'agirait d'une ode composée par Kellner en hommage à son maître.
Il est l'auteur d'œuvres pour l'orgue et pour le clavecin, pour cet instrument, notamment le recueil Certamen musicum, bestehend aus Präludien, Couranten, Sarabanden, Giguen, wie auch Menuetten (1739-1742).